# Super B-Daman: Battle Phoenix 64
 (juin 2014).
Super B-Daman: Battle Phoenix 64 (スーパービーダマン　~バトルフェニックス64~, Sūpā Bī Daman Batoru Fenikkusu Rokujūyon) est un jeu vidéo d'action sorti en 1998 sur Nintendo 64 uniquement au Japon. Le jeu a été développé et édité par Hudson Soft,,.